# 春日琢磨
春日 琢磨（かすが たくま、1974年 - ）は、日本の建築家。一級建築士。広島工業大学非常勤講師。比治山大学短期大学部。

## 経歴
島根県生まれ
- 1998年　広島工業大学工学部土木工学科建設工学コース卒業。
- 1998年　同大学大学院福田研究室研究生。
- 1998～01年　石田敏明建築設計事務所勤務。
- 2001～04年　村上徹建築設計事務所勤務。
- 2005年　春日琢磨建築設計事務所設立。
- 2006年　穴吹デザイン専門学校講師。
- 2008年～現在、 広島工業大学環境学部非常勤講師。
- 2011年～　広島女学院大学　生活デザイン・情報学科非常勤講師

## 主な作品
- 五月が丘の家
- 古田台の家
- 西条駅前クリニック
- 海老園の家